# Université d'Al Jazirah
L'université d'Al Jazirah (en arabe : جامعة الجزيرة ; en anglais : University of al-Jazirah ou University of Gezira, U of G) est une université publique soudanaise située à Wad Madani, la capitale de l'État d'Al Jazirah.

## Source
- (en) Cet article est partiellement ou en totalité issu de l’article de Wikipédia en anglais intitulé « University of al-Jazirah » (voir la liste des auteurs).